# Herman Wistrand
Carl Otto Herman Wistrand, född den 7 juni 1869 i Hägerstads församling, Östergötlands län, död den 10 april 1945 i Stockholm, var en svensk jurist.
Wistrand avlade mogenhetsexamen i Linköping 1887 och hovrättsexamen vid Uppsala universitet 1892. Efter tjänstgöring som tillförordnad domhavande blev han adjungerad ledamot i Göta hovrätt och revisionssekreterare. Wistrand var häradshövding i Södersysslets domsaga 1908–1939. Han var under tiden i Värmland kommunalfullmäktig i Säffle och inspektor i kommunala mellanskolan där. Wistrand blev riddare av Nordstjärneorden 1919 och kommendör av andra klassen av samma orden 1933. Han är gravsatt i Gustaf Vasa kyrkas kolumbarium.